# Ossolin (Święty Krzyż)
Ossolin is een dorp in de Poolse woiwodschap Święty Krzyż. De plaats maakt deel uit van de gemeente Klimontów en telt 180 inwoners.